# Circonscription d'Hindmarsh
La circonscription d'Hindmarsh est une circonscription électorale australienne en Australie-Méridionale. Elle a été créée en 1903 et porte le nom de Sir John Hindmarsh, gouverneur d'Australie-Méridionale de 1836 à 1838.
Située en bordure de mer, à l'ouest d'Adélaïde, elle comprend les localités de Brooklyn Park, Edwardstown, Glenelg, Grange, Henley Beach, Morphettville, Plympton, Torrensville et West Lakes Shore ainsi que l'aéroport international d'Adélaïde.
Pendant de nombreuses années, elle a été une des circonscriptions les plus sûres pour le Parti travailliste mais les changements de limites et de population en ont fait une circonscription marginale.

## Représentants
| Nom               | Parti        | Période de mandat |
| ----------------- | ------------ | ----------------- |
| James Hutchison   | Travailliste | 1903–1909         |
| William Archibald | Travailliste | 1910–1916         |
| William Archibald | Nationaliste | 1916–1919         |
| Norman Makin      | Travailliste | 1919–1946         |
| Albert Thompson   | Travailliste | 1946–1949         |
| Clyde Cameron     | Travailliste | 1949–1980         |
| John Scott        | Travailliste | 1980–1993         |
| Christine Gallus  | Libéral      | 1993–2004         |
| Lloyd O'Neil      | Travailliste | 2004–2010         |
| Steve Georganas   | Travailliste | 2010–2013         |
| Matt Williams     | Libéral      | 2013-2016         |
| Steve Georganas   | Travailliste | 2016-2019         |
| Mark Butler       | Travailliste | 2019-en cours     |

## Résultats
| Parti                            | Parti                        | Candidat                     | Voix    | %     | ±     |
| -------------------------------- | ---------------------------- | ---------------------------- | ------- | ----- | ----- |
|                                  | Travailliste                 | Mark Butler                  | 46 547  | 42,18 | −0,91 |
|                                  | Libéral                      | Anna Finizio                 | 36 072  | 32,69 | −4,06 |
|                                  | Verts                        | Patrick O'Sullivan           | 15 310  | 13,87 | +2,89 |
|                                  | Une nation                   | Walter Johnson               | 4 341   | 3,93  | +3,93 |
|                                  | UAP                          | George Melissourgos          | 3 896   | 3,53  | −0,81 |
|                                  | AJP                          | Matt Pastro                  | 2 340   | 2,12  | −0,83 |
|                                  | Grand australien             | Jamie Witt                   | 1 184   | 1,07  | +1,07 |
|                                  | Fédération                   | Dianne Richards              | 653     | 0,59  | +0,59 |
| Total des suffrages exprimés     | Total des suffrages exprimés | Total des suffrages exprimés | 110 343 | 94,29 | −1,39 |
| Votes nuls                       | Votes nuls                   | Votes nuls                   | 6 686   | 5,71  | +1,39 |
| Participation                    | Participation                | Participation                | 117 029 | 90,98 | −1,87 |
| Résultat de préférence bipartite |                              |                              |         |       |       |
|                                  | Travailliste                 | Mark Butler                  | 65 043  | 58,95 | +2,41 |
|                                  | Libéral                      | Anna Finizio                 | 45 300  | 41,05 | −2,41 |
|                                  | Travailliste retenir         | Travailliste retenir         | Swing   | +2,41 |       |